# Kantatie 74
La Kantatie 74 (in svedese Stamväg 74) è una strada principale finlandese. Ha inizio a Joensuu e si dirige verso est, dove si conclude dopo 70 km nei pressi di Ilomantsi.

## Percorso
La Kantatie 74 attraversa, oltre i comuni di partenza e di arrivo, il solo comune di Kontiolahti.